# NGC 5338
NGC 5338 is een lensvormig sterrenstelsel in het sterrenbeeld Maagd. Het hemelobject werd op 3 mei 1877 ontdekt door de Ierse astronoom Lawrence Parsons.

## Synoniemen
- UGC 8800
- MCG 1-35-48
- ZWG 45.132
- PGC 49353